# Melithaea pulchella
Melithaea pulchella is een zachte koraalsoort uit de familie Melithaeidae. De koraalsoort komt uit het geslacht Melithaea. Melithaea pulchella werd in 1909 voor het eerst wetenschappelijk beschreven door Thomson & Simpson. 